# Ki-Jana Carter
Kenneth Leonard Carter, detto Ki-Jana (Westerville, 12 settembre 1973), è un ex giocatore di football americano statunitense ha giocato nel ruolo di running back per dieci stagioni nella National Football League (NFL). Fu scelto come primo assoluto nel Draft NFL 1995 dai Cincinnati Bengals. Al college giocò a football a Penn State venendo premiato come All-American.

## Carriera professionistica
I Cincinnati Bengals scelsero Carter come primo assoluto del Draft 1995, rimanendovi dal 1995 al 1999. La franchigia dell'Ohio aveva acquisito la prima scelta assoluta dai Carolina Panthers, aventi diritto a scegliere per primi in quanto squadra di espansione. Carter firmò un contratto di sette anni del valore di 19.2 milioni di dollari, 7,125 milioni dei quali come bonus alla firma, all'epoca un contratto da record per un rookie.
Carter si ruppe un legamento del ginocchio al terzo possesso della prima gara di pre-stagione e non si riprese mai del tutto. In seguito giocò coi Washington Redskins nel 2001 e coi New Orleans Saints dal 2003 al 2004, senza partire mai come titolare. Al massimo in carriera corse solamente 464 yard in una stagione. In sette stagioni nella NFL disputò 59 gare, partendo come titolare in 14 di esse, correndo un totale di 1.144 yard e 20 touchdown su 319 tentativi e 66 ricezioni per 469 yard e un touchdown.

## Palmarès
- All-American - 1994

## Statistiche
| Partite totali             | 59    |
| Partite totali da titolare | 14    |
| Yard su corsa              | 1.144 |
| Touchdown su corsa         | 20    |